# Vi båtägare
Vi Båtägare var en motorbåtstidning som tillhör förlaget Egmont Tidskrifter. Sista numret som gavs ut var nummer 13 år 2015. Förlaget valde att låta slå samman Vi Båtägare med Båtnytt som ges ut av samma förlag
Tidningen behandlar bara motorbåtar, motorer, prylar och navigation. Tyngdpunkten ligger på tester i det breda segmentet, både båtar och motorer, veteranbåtar, gör-det-själv och tips-artiklar och navigation. 
Chefredaktör: Max Carlgren Redaktör: Mikael Mahlberg
Layout: Karl Hallquist